# Драгомански манастир
Драгоманският манастир „Свети Петър и Павел“ е исторически манастир, който се намира на връх Петров кръст, най-високия връх на планината Чепън над Драгоман.
Манастирът е датиран от времето на цар Иван Асен II. Предполага се, че там е имало тракийско езическо капище от II век пр.н.е. в чест на бог Сабазий.
Сред развалините на храма е забит голям каменен кръст, надписът на който не може да се разчете. Сред основите на манастира се вижда и апсидата.
В края на XIX век върху основите на манастира е построена черква „Свети Петър и Павел“, от която днес са останали само руини.

## Параклис
През 2017 година на празника на светите апостоли Петър и Павел започва строеж на параклис в тяхна чест до останките на старата черква и на манастира.  
Параклисът „Св. първовърховни апостоли Петър и Павел“ е осветен през октомври 2019 от Белоградчишки епископ Поликар, викарий на Софийския митрополит и Български патриарх Неофит. Параклисът е отворен на празника на двамата апостоли на 29-ти юни, а през останалото време ключът за храма може да бъде взет от дежурния в сградата на община Драгоман.